# Убийство (предстоящий фильм)
«Убийство» (англ. Assassination) — предстоящий американский художественный фильм в жанре триллера режиссёра Барри Левинсона об убийстве Джона Кеннеди. Сценарий написали Дэвид Мэмет и Николас Челоцци. В фильме снимутся Аль Пачино, Джессика Честейн, Брендан Фрейзер и Брайан Крэнстон.

## Синопсис
Босс мафии Чикагского филиала Сэм Джанкана отдаёт приказ об убийстве Джона Кеннеди, которому он ранее помог стать президентом, так как Кеннеди пытался покончить с организованной преступностью.

## В ролях
- Аль Пачино
- Джессика Честейн
- Брендан Фрейзер
- Брайан Крэнстон

## Производство
Изначально проект был известен под названием «2 дня/1963» (англ. 2 Days/1963). Один из сценаристов фильма Николас Челоцци является внуком гангстера Сэма Джанканы. Консультантом и исполнительным продюсером фильма стала Бонни Джанкана, дочь Сэма Джанканы. Оператором фильма станет Роберт Элсвит. Изначально планировалось, что режиссёром станет Дэвид Мэмет, но в октябре 2023 года стало известно, что им станет Барри Левинсон.
В октябре 2024 года стало известно, что Кортни Лав, Вигго Мортенсен и Джон Траволта не снимутся в фильме, их заменят Джессика Честейн, Брендан Фрейзер и Брайан Крэнстон соответственно.

### Съёмки
Изначально планировалось начать съёмки в Ванкувере в сентябре 2023 года. Однако съёмки не начались ни в 2023, ни в 2024 году. Ожидается, что они пройдут в 2025 году в Бостоне (Массачусетс).